# Sombreffe
Sombreffe (en wallon Sombrefe) est une commune francophone de Belgique située dans la province de Namur (Région wallonne), ainsi qu’une localité où siège son administration.
Lors de la fusion des communes, Sombreffe a fusionné en 1977 avec Boignée, Ligny et Tongrinne.

## Étymologie
Le nom de Sombreffe trouve son origine dans le mot Sombre. Nom porté autrefois par le ruisseau Son qui traverse la commune, affluent de la Ligne.
Son appellation la plus ancienne, d'origine celtique était Samara, Sarnina, avec les variantes Sumara, Sumarafa.
Les noms de Mont et de Sombreffe, à l’instar de différents hameaux de la commune, ont connu de nombreuses graphies dès les origines à aujourd’hui.
La plus ancienne mention retrouvée est celle d’un Godefridus de Sombrefia datant de 1145. Dans une charte du comte Henri l’Aveugle, datée de 1159, apparait le nom Sumbreffa ; en 1171, Sumbreffia, puis Sumbreffe en 1182 et Sombreffia en 1184. En 1196, un dénommé Jacobus de Sombreffe, première mention de la graphie actuelle du village, est cité.
Plus tard, les graphies Sombreff et Sombref sont également rencontrées, encore jusqu’au XVIIIe siècle, pour finalement se stabiliser en Sombreffe. À noter qu’un Thierons de Sombreffe emploie la forme actuelle en 1289.
Le mot Mont se rencontre vers 1209, sous la forme Monz dans le testament de Jacques de Sombreffe : decoman (dîme) de Monz. Cette forme est évidemment à rapprocher de celle découverte dans les manuscrits relatant les miracles accomplis lors de la translation des reliques de saint Bertuin où est lisible la phrase suivant : quidam puer de Munz iuxta Sumbreffiam. En 1238, dans les chartes de l’Abbaye de Gembloux, la forme latine du nom est employée : « Montibus iuxta Sombreffiam  » et plus loin « in territorio de Montibus et de Sombreffia ». Le nom exprime bien évidemment l’aspect d’un lieu situé sur une élévation. Cette partie du village se décline sous diverses formes : Mons desseure Sombreffe (1469), les-Sombreffe (1471) et lez-Sombreffe (1479), lez-Sombref (1486), sur Sombreffe (1533) et dessoubz Sombreffe (1565). Dans l’Atlas Maior de Joan Blaeu, c’est la forme Mons qui apparait alors que dans celui de Ferraris, elle est inexistante. Dans un registre de la cure de Sombreffe, un acte rédigé le 6 juin 1756 par Alard Parée, pasteur de l’église dédiée à la Bienheureuse Marie toujours Vierge « in Monte supra Sombreffiam ».
« Ardenella » se lit entre 1127 et 1204. En 1274, la forme actuelle Ardenelle apparait, mais au XVIe siècle sur les cartes ce sont des formes Aurenault et Aurenaut et toujours chez Ferraris, vers 1770-1780, la forme Artelle.
Les autres hameaux de la commune apparaissent également tel Vieille-Maison (Vies Maizons en 1265, Viesmaisons en 1294, Viezmaisons delez Sombreffe en 1383, Viel Maison en 1444, Vieumaison en 1601 et sa forme actuelle chez Ferraris) ou Humerée (Hemerez en 1444, Hesmerée en 1601 et Humrée chez Ferraris).
Le Chasselion indique l'emplacement d'un endroit fortifié, petit retranchement. La dénomination Castellum (château) devint au cours des âges Castellio pour arriver aux formes Chession, Cheslion, Chaslion et Chasselion que l'on retrouve dans d'autres localités.

## Géographie

### Sections
| # | Nom       | Superficie (km²) | Habitants (2020) | Habitants par km² | Code INS |
| - | --------- | ---------------- | ---------------- | ----------------- | -------- |
| 1 | Sombreffe | 17,72            | 3.424            | 193               | 92114A   |
| 2 | Tongrinne | 8,47             | 1.818            | 215               | 92114B   |
| 3 | Boignée   | 3,85             | 599              | 156               | 92114C   |
| 4 | Ligny     | 5,86             | 2.635            | 450               | 92114D   |

### Communes limitrophes
|                          | Chastre     |                    |
| Villers-la-Ville Fleurus | Sombreffe   | Gembloux           |
|                          | Sambreville | Jemeppe-sur-Sambre |

## Démographie

### Démographie: Avant la fusion des communes
- Source: DGS recensements population

### Démographie: Commune fusionnée
En tenant compte des anciennes communes entraînées dans la fusion de communes de 1977, on peut dresser l'évolution suivante:
Les chiffres des années 1831 à 1970 tiennent compte des chiffres des anciennes communes fusionnées.
- Source: DGS , de 1831 à 1981=recensements population; à partir de 1990 = nombre d'habitants chaque 1 janvier[7]

## Histoire

### Préhistoire
La période dite préhistorique n’a laissé que de très rares traces sur le territoire de Sombreffe. Une hache en silex poli a été retrouvée dans les campagnes au nord de Gironfontaine.
Cet outil de teinte verdâtre, bien conservé, mesure 9,5 centimètres de longueur, pour 5 de largeur à sa base et 1,5 en épaisseur. Il daterait environ de 5000 ans.
La faiblesse des découvertes archéologiques ne permet de tirer aucune conclusion concernant la présence ou non d’occupation humaine. Tout au plus, pouvons-nous supputer le passage d’homme sur le territoire de Sombreffe. Jamais la phrase du grand historien français Marc Bloch n’aura été plus juste que pour la préhistoire de village : « Mais l’historien n’a rien un homme libre. Du passé il sait seulement ce que ce passé même veut bien lui confier ».
Sur le territoire tout proche de Velaine-sur-Sambre, à quelque huit kilomètres au sud de Sombreffe, il est encore possible de voir des polissoirs à proximité du menhir. La région n’a donc pas été complètement vide d’activités humaines durant la préhistoire. De même les découvertes d'ossements d'hominidés dans la grotte de Spy, parmi les plus importantes concernant l’homme de Neandertal, font même remonter à bien plus loin que 5000 ans la présence de l’homme dans la région de Sombreffe. Site paléolithique parmi les plus importants d'Europe, la grotte fut fouillée à de nombreuses reprises. Mais c'est en 1886 que l'on y fit une découverte - l'Homme de Spy - qui représente de nos jours encore un épisode capital de l'histoire de l'évolution physique de l'homme. Les fouilles menées à Spy par une équipe liégeoise composée de l’archéologue Marcel De Puydt, du géologue Max Lohest et du paléontologue Julien Fraipont permirent de faire admettre définitivement par la communauté internationale l'existence d'un type humain plus archaïque que l'homme moderne : l'Homme de Neandertal.
Néanmoins nous ne pouvons, dans l’état actuel des découvertes, nous avancer plus sur le sujet de la préhistoire à Sombreffe.

### Antiquité
Des substructions de l'époque romaine, des tuiles, des tuyaux et des hypocaustes ont été retrouvés à Sombreffe. Au lieu-dit « Pont-au-Rieu », l'on a retrouvé une sépulture du IIe siècle dont le mobilier contient des objets de parure en bronze étamé, quatre fibules, une clé à trois dents, deux balsamaires en verre, etc. . La via Agrippa construite de 43 à 50 de notre ère, reliait Mons, territoire des Nerviens et Namur, territoire des Aduatuques.

### Moyen Âge
Le château de Sombreffe à l'origine, une forteresse de la ligne de défense du duché de Brabant (comme Corroy-le-Château, Gembloux, Opprebais et Walhain). voir:1446, Vernembourg,

### Temps Modernes
- Bataille de Sombreffe le 6 juillet 1794

### Époque contemporaine
Lors de la campagne de Belgique de 1815, le territoire de Sombreffe fut partiellement engagé dans la bataille de Ligny, livrée le 16 juin entre les troupes françaises commandées par Napoléon et l’armée prussienne du maréchal Blücher. Plusieurs hameaux de la commune, notamment Tongrinne et Boignée, furent le théâtre de combats intenses. Le plateau de Sombreffe servit de position stratégique d’observation pour l’état-major français. Cette bataille, remportée par Napoléon, constitue sa dernière victoire avant la défaite de Waterloo deux jours plus tard.

## Héraldique
|  | La ville possède des armoiries ne semblent pas lui avoir été officiellement octroyées. Elles sont inspirées du sceau médiéval de Jean, Seigneur de Sombreffe. Les couleurs sont celles de la Wallonie. Blasonnement : D'or à la fasce de gueules accompagnée de trois merlettes du même rangées en chef. Source du blasonnement : Heraldy of the World. |

## Politique et admonistration

### Résultats des élections communales depuis 1976
| Parti                    | 10-10-1976 | 10-10-1976 | 10-10-1982 | 10-10-1982 | 9-10-1988 | 9-10-1988 | 9-10-1994 | 9-10-1994 | 8-10-2000 | 8-10-2000 | 8-10-2006 | 8-10-2006 | 14-10-2012 | 14-10-2012 | 14-10-2018 | 14-10-2018 |
| Pourcentage/ Sièges      | %          | 19         | %          | 17         | %         | 17        | %         | 17        | %         | 19        | %         | 19        | %          | 19         | %          | 19         |
| ------------------------ | ---------- | ---------- | ---------- | ---------- | --------- | --------- | --------- | --------- | --------- | --------- | --------- | --------- | ---------- | ---------- | ---------- | ---------- |
| PS                       | 38,17      | 7          | 48,59      | 10         | 53,07     | 10        | 46,93     | 9         | 42,13     | 9         | 27,55     | 6         | 21,17      | 4          | -          |            |
| IC-LdB                   | -          |            | -          |            | -         |           | -         |           | -         |           | 41,41     | 9         | 40,15      | 8          | -          |            |
| PSC                      | 38,96      | 8          | 16,68      | 2          | -         |           | -         |           | -         |           | -         |           | -          |            | -          |            |
| ECOLO                    | -          |            | 6,34       | 0          | -         |           | -         |           | 11,06     | 1         | 11,7      | 2         | 13,14      | 2          | 20,62      | 4          |
| IC                       | -          |            | -          |            | 26,31     | 4         | 30,15     | 5         | -         |           | -         |           | -          |            | -          |            |
| PRL1/MR2                 | -          |            | 26,171     | 5          | 20,621    | 3         | 19,351    | 3         | -         |           | 13,352    | 2         | -          |            | -          |            |
| PRL-IC                   | -          |            | -          |            | -         |           | -         |           | 44,32     | 9         | -         |           | -          |            | -          |            |
| MR-IC                    | -          |            | -          |            | -         |           | -         |           | -         |           | -         |           | 25,53      | 5          | 46,90      | 10         |
| UCF                      | 22,87      | 4          | -          |            | -         |           | -         |           | -         |           | -         |           | -          |            | -          |            |
| HUBAUX                   | -          |            | 2,22       | 0          | -         |           | -         |           | -         |           | -         |           | -          |            | -          |            |
| FN                       | -          |            | -          |            | -         |           | 3,58      | 0         | -         |           | -         |           | -          |            | -          |            |
| FNB                      | -          |            | -          |            | -         |           | -         |           | 2,49      | 0         | 2,78      | 0         | -          |            | -          |            |
| PPV                      | -          |            | -          |            | -         |           | -         |           | -         |           | 3,21      | 0         | -          |            | -          |            |
| DéFI                     | -          |            | -          |            | -         |           | -         |           | -         |           | -         |           | -          |            | 10,05      | 1          |
| CI-LdB                   | -          |            | -          |            | -         |           | -         |           | -         |           | -         |           | -          |            | 23,24      | 4          |
| Total des votants        | 4158       | 4158       | 4398       | 4398       | 4462      | 4462      | 4674      | 4674      | 4986      | 4986      | 5266      | 5266      | 5452       | 5452       | 5763       | 5763       |
| Taux de participation %  |            |            |            |            | 94,31     | 94,31     | 93,26     | 93,26     | 92,66     | 92,66     | 93,20     | 93,20     | 90,10      | 90,10      | 91,33      | 91,33      |
| Blancs et non-valables % | 2,84       | 2,84       | 3,89       | 3,89       | 4,35      | 4,35      | 4,26      | 4,26      | 4,83      | 4,83      | 4,25      | 4,25      | 5,39       | 5,39       | 7,11       | 7,11       |

### Conseil et collège communal 2024-2030
| Collège communal   |                     |            |
| ------------------ | ------------------- | ---------- |
| Bourgmestre        | Jonathan Burtaux    | PS - IC-MR |
| 1er Échevin        | Pierre Mauyen       | MR - IC-MR |
| 2e Échevine        | Béatrice Plennevaux | MR - IC-MR |
| 3e Échevine        | Julie Tessier       | IC-MR      |
| 4e Échevine        | Dominique Gilbert   | IC-MR      |
| Présidente du CPAS | Caroline Allard     | MR - IC-MR |

### Liste des bourgmestres de Sombreffe
| Bourgmestres          | Mandat     | Parti            |
| --------------------- | ---------- | ---------------- |
| Félix Février         | 1816-1822  | ?                |
| Auguste de Becquevort | 1822-?     | ?                |
| Seutin                | ?-?        | ?                |
| ?                     | 1903-1907  | catholique       |
| Jules Février         | 1907-1908? | Libéral          |
| Louis Hanoteau        | 1908-1927  | catholique       |
| ?                     | 1927-1932  | ?                |
| Fernand Février       | 1932-1938  | Libéral          |
| Lucien Laduron        | 1938-1942  | catholique       |
| Gustave Thibaut       | 1942-1944  | Rex              |
| Gustave Fiévet        | 1947-1957  | PSB              |
| Victor Daras          | 1957-?     | ?                |
| Robert Brunelle       | 1965-1977  | PSC              |
| Ulysse Hubaux         | 1977-1982  | IC               |
| Léon Keimeul          | 1982-1992  | PSB              |
| Roger Bastin          | 1992-1999  | PS               |
| Nicole Docq           | 1999-2000  | PS               |
| Étienne Bertrand      | 2000-2012  | cdH              |
| Philippe Lecomte      | 2012-2018  | MR               |
| Étienne Bertrand      | 2018-2024  | cdH, Les Engagés |
| Jonathan Burtaux      | 2024- …    | cdH, Les Engagés |

## Patrimoine et culture

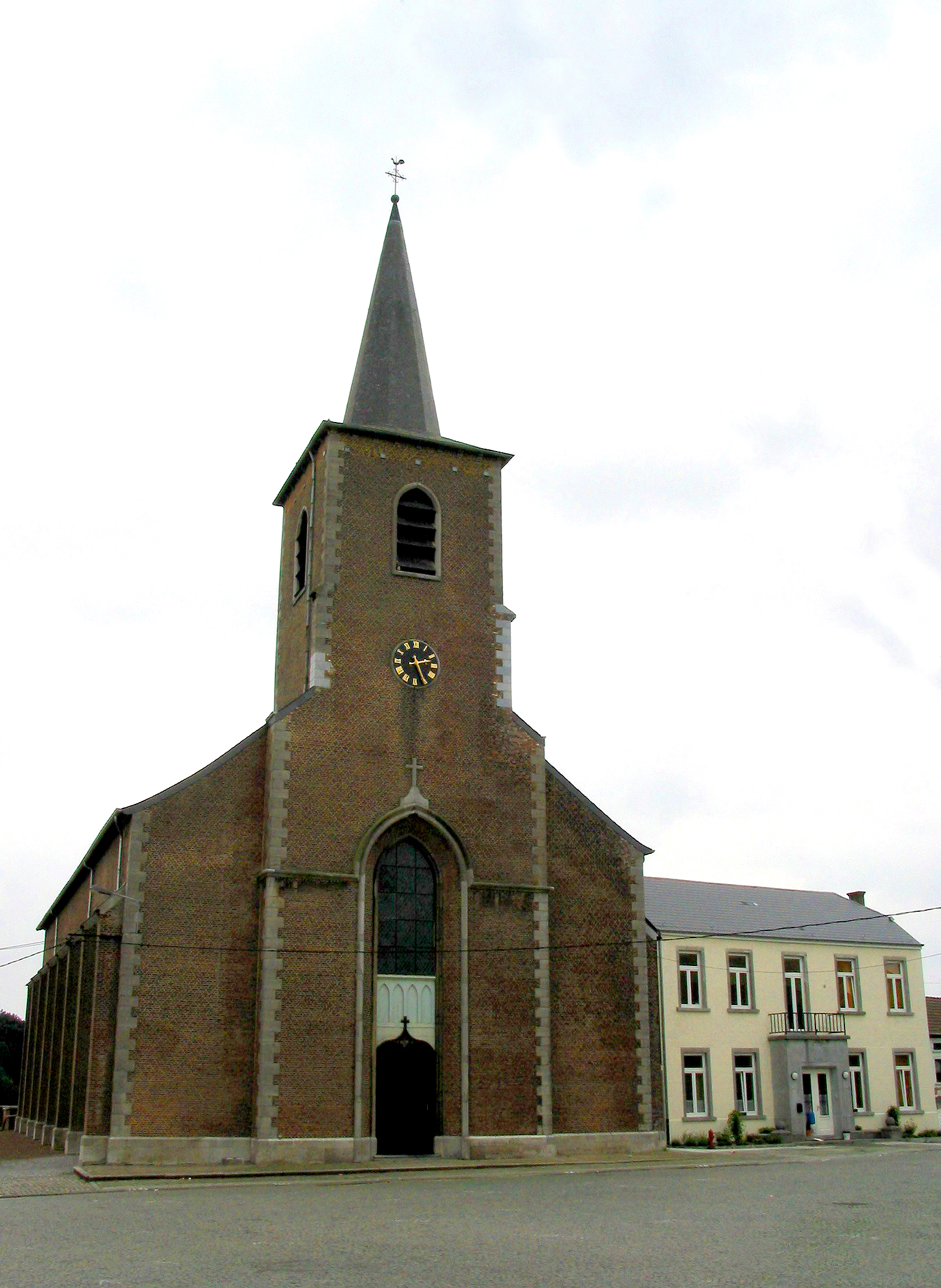
L’église Notre-Dame de l’Assomption (1858).

### Patrimoine architectural
- Le château de Sombreffe est le plus grand château fort de plaine de la province de Namur et constitue un magnifique ensemble d'architecture médiévale. Ancien fief brabançon, propriété des Orbais au XIIe siècle, des Virnenbourg au XVe siècle, puis à partir du XVIe siècle, des Lalaing, Ligne, Oignies et Lannoy[20].
- Eglise Saint-Laurent. Construite en 1858 en style néo-gothique[21].
- Presbytère, place de Mont. Il fut construit par l'abbaye de Bonne-Espérance située en Hainaut dans le 3e quart du XVIIIe siècle en style classique[22].
- Chapelle Notre-Dame de Walcourt, chaussée de Nivelles. Datée de 1763, petite construction de style classique[23].
- Chapelle Saint-Antoine, rue Scourmont. Datée de 1880 en style néo-classique[24].
- Chapelle Saint-Valentin, rue de Wavre. Datée de 1830 en style néo-classique[24].
- Chapelle de l'Immaculée Conception, hameau de la Chaussée. Construite en 1907 en style néo-gothique[25].

- Voir aussi la liste du patrimoine immobilier classé de Sombreffe.

## Personnalités
- Boucher, Jean-Baptiste l'un des brigands de la bande Noire qui fut guillotiné en 1862.
- Le journaliste sportif Théo Mathy y a vécu et y est décédé le 26 mars 2007.
- Docq, Adrien (Tongrinne 1820 – Louvain 1875) : chanoine honoraire de la cathédrale de Namur et docteur en sciences et professeur à la KUL. Hagiographe. Il est l’auteur de l’ouvrage Le Bienheureux Jean Berchmans, Leuven, 1875. Il collabora à de nombreuses revues belges et étrangères.
- Pirson, Émile (Sombreffe, 11 septembre 1920) : membre de l'Armée secrète déporté en Allemagne et mort en février 1945 entre Gross-Rosen et Dora.
- Février, Félix (Sombreffe, 27 décembre 1855 – Florennes, 24 août 1908) : sénateur libéral de Thuin-Charleroi (1900-1908). Ingénieur des Arts et Manufacture (Gand 1878), candidat notaire (ULB 1880), Notaire en 1883, Conseiller Communal (1884-1895) et en 1903. Échevin en 1904 (Florennes ???)
- Février, Alfred (Sombreffe 26 août 1837 – Sombreffe 1910) : notaire, sénateur libéral de Namur (1894-1900) et de Namur-Dinant-Philippeville (1900-1910). Candidat notaire (ULB 1858), notaire (1874).
- Fievet, Gustave (Sombreffe 8 mars 1892 – Sombreffe 2 janvier 1957) : commerçant, conseiller Communal (1921-1932) et (1940-1947), échevin en 1921, député socialiste de Namur (1946-1957). Déporté politique durant la Seconde Guerre mondiale.
- Maison de Lannoy voir de Lannoy de la Motterie, seigneurs de Sombreffe.